# Слобода (Татарское сельское поселение)
Слобода — деревня в Монастырщинском районе Смоленской области России. Входит в состав Татарского сельского поселения. Население — 2 жителя (2007 год). 
Расположена в западной части области в 26 км к юго-западу от Монастырщины, в 73 км западнее автодороги А141 Орёл — Витебск, на берегу реки Левая Мертва. В 64 км севернее деревни расположена железнодорожная станция Гусино на линии Москва — Минск. 

## История
В годы Великой Отечественной войны деревня была оккупирована гитлеровскими войсками в июле 1941 года, освобождена в сентябре 1943 года.